# Андзанелло, Сара
Сара Андзанелло (итал. Sara Anzanello; 30 июля 1980, Сан-Дона-ди-Пьяве, провинция Венеция, область Венеция, Италия — 25 октября 2018, Милан) — итальянская волейболистка. Центральная блокирующая. Чемпионка мира 2002, двукратная обладательница Кубка мира (2007, 2011).

## Биография
С 6-летнего возраста Сара Андзанелло серьёзно занималась музыкой по классу фортепиано, а в 1994 году получила предложение от тренера соседнего с Сан-Дона-ди-Пьяве города Сальгареда попробовать свои силы в волейболе. Уже через год Сара была включена в состав юниорской сборной Италии, в составе которой стала чемпионкой Европы среди девушек. В том же году молодая спортсменка дебютировала в серии А2 (второй по значимости дивизион) чемпионата Италии, выступая за команду «Латизана». В 1998 Андзанелло в составе уже молодёжной сборной страны выиграла «золото» европейского первенства, а в 1998—1999 на протяжении одного сезона играла в базовой команде молодёжной сборной — «Клуб Италия». 30 мая 1998 17-летняя волейболистка впервые была привлечена в национальную сборную страны на товарищеский матч с командой Кубы.
С 2001 года на протяжении 8 сезонов Сара Андзанелло выступала за одну из ведущих команд Италии — «Асистел Воллей» из Новары, с которой 7 раз становилась призёром чемпионата страны, трижды побеждала в Кубке Италии, дважды — в Суперкубке, дважды выигрывала медали в Лиге чемпионов ЕКВ, дважды побеждала в розыгрыше Кубка Европейской конфедерации волейбола и один раз — в Кубке топ-команд.
В 2011—2013 Сара Андзанелло выступала за азербайджанский «Азеррейл», но затем после серьёзной болезни (тяжёлая форма гепатита) и последовавшей операции по пересадке печени была вынуждена прервать свою спортивную карьеру. После годичного восстановительного периода Андзанелло в 2014—2015 работала менеджером команды «Клуб Италия», а в 2015—2016 отыграла сезон в серии В1 за фарм-команду «Игор Горгондзолы» — «Игор Воллей Трекате» (Новара), после чего завершила игровую карьеру.
С 2002 по 2011 (с перерывами) Сара Андзанелло выступала за национальную сборную Италии, за которую провела 278 матчей. За этот период волейболистка приняла участие в двух чемпионатах мира (2002 и 2006), двух розыгрышах Кубка мира (2007 и 2011), двух чемпионатах Европы (2005 и 2011) и ещё в ряде других крупнейших международных соревнований. Вместе со «скуадрой адзуррой» она выигрывала золотые награды чемпионата мира (в 2002), Кубка мира (в 2007 и 2011), а также «серебро» и «бронзу» Гран-при и «серебро» чемпионата Европы (2005).
В середине 2017 года Саре Андзанелло был поставлен диагноз лейкемия, и 25 октября 2018 она скончалась в возрасте 38 лет.

### Клубная карьера
- 1994—1995 —  «Сальгареда»;
- 1995—1998 —  «Латизана»;
- 1998—1999 —  «Клуб Италия» (Рим);
- 1999—2003 —  «AGIL Воллей»/«Асистел» (Трекате/Новара);
- 2003—2009 —  «Асистел Воллей» (Новара);
- 2009—2011 —  «Карнаги» (Вилла-Кортезе);
- 2011—2013 —  «Азеррейл» (Баку);
- 2015—2016 —  «Игор Воллей Трекате» (Новара).

## Достижения

### Со сборными Италии
- чемпионка мира 2002.
- двукратный победитель розыгрышей Кубка мира — 2007, 2011.
- двукратный серебряный (2004, 2005) и двукратный бронзовый (2006, 2008) призёр Мирового Гран-при.
- серебряный призёр чемпионата Европы 2005.
- чемпионка Европы среди молодёжных команд 1998.
- чемпионка Европы среди юниоров 1995.

### С клубами
- 6-кратный серебряный призёр чемпионатов Италии — 2002, 2003, 2004, 2009, 2010, 2011;
  - бронзовый призёр чемпионата Италии 2007.
- 3-кратный победитель розыгрышей Кубка Италии — 2004, 2010, 2011;
  - серебряный призёр Кубка Италии 2009.
- двукратный победитель розыгрышей Суперкубка Италии — 2003, 2005.
- победитель розыгрыша Кубка Лиги 2007.
- серебряный призёр чемпионата Азербайджана 2013.
- серебряный призёр Лиги чемпионов ЕКВ 2005;
  - бронзовый призёр Лиги чемпионов ЕКВ 2008.
- двукратный победитель розыгрышей Кубка Европейской конфедерации волейбола (ЕКВ) — 2003, 2009;
  - бронзовый призёр Кубка ЕКВ 2007.
- победитель розыгрыша Кубка топ-команд ЕКВ 2006.

### Индивидуальные
- Лучшая блокирующая Мирового Гран-при 2006.
- Лучшая блокирующая чемпионата Италии 2010.

## Награды
- Кавалер ордена «За заслуги перед Итальянской Республикой» (8 ноября 2002)[3].
- Золотая цепь «За спортивные заслуги» (11 ноября 2004).